# Herz-Jesu-Kirche (Fürstenberg (Oder))
Die Kirche Heiligstes Herz Jesu ist eine römisch-katholische Kirche im Stadtteil Fürstenberg von Eisenhüttenstadt.

## Lage
Die Kirche steht außerhalb des historischen Ortskerns von Fürstenberg an der Ecke Bahnhofstraße/Wilhelmsstraße. Dieser Stadtteil wurde während der Industrialisierung erweitert.

## Geschichte
Die ursprüngliche katholische Stadtpfarrkirche für Fürstenberg war  St. Nikolai. Seit der Reformation ist sie evangelische Stadtkirche.
Im Jahr 1862 gab es 50 Katholiken in Fürstenberg, die ihre Gottesdienste durch den Neuzeller Pfarrer in einem Mietsraum abhielten. Bis 1880 zogen rund 500 Katholiken aus Böhmen aufgrund des Baues der Glashütten nach Fürstenberg. Diese wollten für ihre Kinder eine katholische Schule errichtet, wofür ein Grundstück in der Bahnhofsstraße erworben werden konnte. Durch Spenden konnte ein Schulhaus sowie eine überdachte Kapelle errichtet werden. So wurde am 4. Juni 1884 die Kapelle Herz-Jesu und am 12. Juli des Jahres die Schule eingeweiht werden. Ein richtiger Altar wurde 1904 eingeweiht. Dieses Ereignis war „eine imposante Kundgebung katholischen Lebens in der Mark“ bei der viele katholische Vereine anwesend waren.
1919 bekam die katholische Gemeinde Fürstenberg ihren eigenen Pfarrer. Im Jahr 1924 wurde sie Kapellengemeinde mit Kirchenvorstand und 1938 Kuratial-Gemeinde. 1929 gehörten zu dieser Gemeinde 778 Katholiken. Im darauffolgende Jahr wurde eine Orgel erworben.
Durch die Nationalsozialisten wurde 1939 die Schule aufgelöst und während des Krieges erhielt die Kapelle einen Bombentreffer. Nach Ende des Krieges wuchs durch die Umsiedelung die katholische Gemeinde auf 1000 Gemeindemitglieder an. Dadurch war eine größere Kirche vonnöten, die am 6. Dezember 1953 eingeweiht wurde. Pfarrer Clemens Zimmermann hatte einen großen Anteil an der Gestaltung der Kirche.

## Architektur
Kirchenbaulich handelt es sich bei der Herz-Jesu-Kirche um eine verputzte Hallenkirche. Die Sakristei befindet sich in einem Anbau im Norden. Auf dem Kirchengelände steht außerdem ein zweistöckiges, aus Backstein gebautes Pfarrhaus mit einem kleinen Garten.

## Orgel
Die heutige Orgel wurde unter der Verwendung von Teilen einer älteren Orgel in den Jahren 1954 bis 1957 von der Orgelbau-Anstalt W. Sauer aus Frankfurt (Oder) gebaut und später um ein zweites Manual erweitert. Sie verfügt über elf Register auf pneumatischen Kegelladen. Die Disposition lautet wie folgt:
| Manual I C–g3 |            |    |    |
| 1.            | Gedackt    | 8′ | 0* |
| 2.            | Prinzipal  | 4′ | 0° |
| 3.            | Schwiegel  | 2′ |    |
| 4.            | Mixtur III |    |    |

| Manual II C–f3 |            |       |   |
| 5.             | Salizional | 08′   | * |
| 6.             | Rohrflöte  | 04′   |   |
| 7.             | Prinzipal  | 02′   |   |
| 8.             | Quinte     | 1 ⁄3′ |   |

| Pedal C–f1 |               |     |    |
| 9.         | Subbaß        | 16′ | 0° |
| 10.        | Holzflöte     | 08′ |    |
| 11.        | Gedecktpommer | 04′ |    |

- Koppeln: II/I, I/P, II/P

Anmerkungen
- * alt
- ° teilweise alt

## Pfarrei
Die Mitgliederentwicklung der Gemeinde für Fürstenberg ist wie folgt:
| Jahr | Gemeindemitglieder | Nachweis |
| ---- | ------------------ | -------- |
| 1862 | 50                 |          |
| 1880 | 500                |          |
| 1929 | 778                |          |
| 1945 | 1000               | [ 1 ]    |
| 2024 | 195                | [ 3 ]    |

Die Herz-Jesu-Kirche gehörte zusammen mit der Kirche Heilig Kreuz Schönfließ bis zum 31. August 2019 zu einer Pfarrei. Jetzt ist sie Teil der Pfarrei Beata Maria Virgo Neuzelle im Bistum Görlitz (Dekanat Cottbus-Neuzelle) und wird von Mönchen des Zisterzienserklosters Neuzelle betreut. Derzeit (Stand 5/2024) ist Pater Isaak Maria Käfferlein OCist der Pfarrer.
Seit der Zusammenlegung der Pfarrei Eisenhüttenstadt mit der Pfarrei Neuzellen waren folgende Personen in der Pfarrer als Priester aktiv:
| von  | bis  | Pfarradministrator                 | Kaplan                        |
| ---- | ---- | ---------------------------------- | ----------------------------- |
| 2019 | 2023 | Pater Prior Simeon Wester OCist    | -                             |
| 2023 |      | Pater Isaak Maria Käfferlein OCist | Pater Niklaus Schneider OCist |